# Interestatal 44
La Interestatal 44 (abreviada I-44) es una autopista interestatal que se extiende por los estados de Texas, Oklahoma y Misuri en los Estados Unidos. El extremo Oeste de la Interestatal 44 inicia en la US 277  , US 281 , US 287  en Wichita Falls, TX; mientras que su extremo Este termina en la I 70  en San Luis, MO. La autopista tiene una longitud de 1,024.65 km (636.69 mi). La Interestatal tiene como autopistas auxiliares a la I-244 y a la I-270.

## Descripción de la ruta
La Interestatal 44 inicia desde el Oeste en el estado de Texas desde la US 277  , US 281 , US 287  en Wichita Falls, atravesándolo por 24 kilómetros; luego la autopista continúa por 530 kilómetros dentro del estado de Oklahoma, hasta culminar al Este del estado de Misuri en la I 70     en San Luis, atravesándolo por 467 kilómetros.

### Longitud
| Millas | Kilómetros | Estado   |  |
|        |            |          |  |
| 15     | 24         | Texas    |  |
| 329    | 530        | Oklahoma |  |
| 293    | 472        | Misuri   |  |
|        |            |          |  |
| 637    | 1,025      | Total    |  |